# Општина Тлакепаке (Халиско)
Тлакепаке (шп. Tlaquepaque) општина је у Мексику у савезној држави Халиско. Општина се налази на надморској висини од 1569 м.

## Становништво
Према подацима из 2010. у општини је живело 608114 становника.

### Хронологија
| Година       | 2000                     | 2005                     | 2010                     |
| ------------ | ------------------------ | ------------------------ | ------------------------ |
| Становништво | 474178 (234184 / 239994) | 563006 (276892 / 286114) | 608114 (299904 / 308210) |

### Попис
| \| \| м \| \| \| ж \| \| 0—2 \| 18.557 \| \| \| 17.647 \| \| 3—5 \| 19.752 \| \| \| 19.028 \| \| 6—11 \| 39.344 \| \| \| 38.682 \| \| 12—14 \| 18.488 \| \| \| 18.316 \| \| 15—17 \| 18.552 \| \| \| 18.101 \| \| 18—24 \| 39.461 \| \| \| 39.097 \| \| 60+ \| 18.183 \| \| \| 20.712 \| \| Просек : \| 27,5 \| \| \| 28,4 \| |        |  |  |        |
| |        |  |  |        |
| | м      |  |  | ж      |
| 0—2 | 18.557 |  |  | 17.647 |
| 3—5 | 19.752 |  |  | 19.028 |
| 6—11 | 39.344 |  |  | 38.682 |
| 12—14 | 18.488 |  |  | 18.316 |
| 15—17 | 18.552 |  |  | 18.101 |
| 18—24 | 39.461 |  |  | 39.097 |
| 60+ | 18.183 |  |  | 20.712 |
| Просек : | 27,5   |  |  | 28,4   |

| #   | Индикатор                                                                                        | Вредност |
| --- | ------------------------------------------------------------------------------------------------ | -------- |
| 1   | Становништво од 0 до 2 године                                                                    | 36204    |
| 2   | Мушко становништво од 0 до 2 године                                                              | 18557    |
| 3   | Женско становништво од 0 до 2 године                                                             | 17647    |
| 4   | Становништво са 3 и више година                                                                  | 566285   |
| 5   | Мушко становништво са 3 и више година                                                            | 278542   |
| 6   | Женско становништво са 3 и више година                                                           | 287743   |
| 7   | Становништво са 5 и више година                                                                  | 540360   |
| 8   | Мушко становништво са 5 и више година                                                            | 265356   |
| 9   | Женско становништво са 5 и више година                                                           | 275004   |
| 10  | Становништво са 12 и више година                                                                 | 449479   |
| 11  | Мушко становништво са 12 и више година                                                           | 219446   |
| 12  | Женско становништво са 12 и више година                                                          | 230033   |
| 13  | Становништво са 15 и више година                                                                 | 412675   |
| 14  | Мушко становништво са 15 и више година                                                           | 200958   |
| 15  | Женско становништво са 15 и више година                                                          | 211717   |
| 16  | Становништво са 18 и више година                                                                 | 376022   |
| 17  | Мушко становништво са 18 и више година                                                           | 182406   |
| 18  | Женско становништво са 18 и више година                                                          | 193616   |
| 19  | Становништво од 3 до 5 година                                                                    | 38780    |
| 20  | Мушко становништво од 3 до 5 година                                                              | 19752    |
| 21  | Женско становништво од 3 до 5 година                                                             | 19028    |
| 22  | Становништво од 6 до 11 година                                                                   | 78026    |
| 23  | Мушко становништво од 6 до 11 година                                                             | 39344    |
| 24  | Женско становништво од 6 до 11 година                                                            | 38682    |
| 25  | Становништво од 8 до 14 година                                                                   | 89130    |
| 26  | Мушко становништво од 8 до 14 година                                                             | 44898    |
| 27  | Женско становништво од 8 до 14 година                                                            | 44232    |
| 28  | Становништво од 12 до 14 година                                                                  | 36804    |
| 29  | Мушко становништво од 12 до 14 година                                                            | 18488    |
| 30  | Женско становништво од 12 до 14 година                                                           | 18316    |
| 31  | Становништво од 15 до 17 година                                                                  | 36653    |
| 32  | Мушко становништво од 15 до 17 година                                                            | 18552    |
| 33  | Женско становништво од 15 до 17 година                                                           | 18101    |
| 34  | Становништво од 18 до 24 године                                                                  | 78558    |
| 35  | Мушко становништво од 18 до 24 године                                                            | 39461    |
| 36  | Женско становништво од 18 до 24 године                                                           | 39097    |
| 37  | Женско становништво од 15 до 49 година                                                           | 168584   |
| 38  | Становништво са 60 и више година                                                                 | 38895    |
| 39  | Мушко становништво са 60 и више година                                                           | 18183    |
| 40  | Женско становништво са 60 и више година                                                          | 20712    |
| 41  | Однос између мушкараца и жена                                                                    | 97.31    |
| 42  | Становништво од нуле до 14 година                                                                | 189814   |
| 43  | Становништво од 15 до 64 године                                                                  | 387761   |
| 44  | Становништво од 65 година и више                                                                 | 24914    |
| 45  | Просечан број деце                                                                               | 2.28     |
| 46  | Становништво рођено у ентитету                                                                   | 517268   |
| 47  | Мушко становништво рођено у ентитету                                                             | 254801   |
| 48  | Женско становништво рођено у ентитету                                                            | 262467   |
| 49  | Становништво рођено у другом ентитету                                                            | 80309    |
| 50  | Мушко становништво рођено у другом ентитету                                                      | 39873    |
| 51  | Женско становништво рођено у другом ентитету                                                     | 40436    |
| 52  | Становништво од 5 година и више резидентно у ентитету у јуну 2005. године                        | 520744   |
| 53  | Мушко становништво старосног доба од 5 година и више, резидентно у ентитету у јуну 2005. године  | 254928   |
| 54  | Женско становништво старосног доба од 5 и више година, резидентно у ентитету у јуну 2005. године | 265816   |
| 55  | Становништво од 5 година и више које је живело у другом ентитету у јуну 2005. године             | 10397    |
| 56  | Мушко становништво старије од 5 година које је живело у другом ентитету у јуну 2005. године      | 5365     |
| 57  | Женско становништво старије од 5 година које је живело у другом ентитету у јуну 2005. године     | 5032     |
| 58  | Становништво од 3 године и више које говори аутохтони језик                                      | 3250     |
| 59  | Мушко становништво старо 3 године и више које говори аутохтони језик                             | 1697     |
| 60  | Женско становништво старо 3 године и више које говори аутохтони језик                            | 1553     |
| 61  | Становништво од 3 године и више које говори аутохтони језик и не говори шпански језик            | 30       |
| 62  | Мушко становништво старо 3 године и више које говори аутохтони језик и не говори шпански         | 8        |
| 63  | Женско становништво старо 3 године и више које говори аутохтони језик и не говори шпански језик  | 22       |
| 64  | Становништво старо 3 године и више које говори аутохтони језик и шпански                         | 2350     |
| 65  | Мушко становништво старо 3 године и више које говори аутохтони језик и шпански                   | 1243     |
| 66  | Женско становништво старо 3 године и више које говори аутохтони језик и шпански                  | 1107     |
| 67  | Становништво од 5 година и више које говори аутохтони језик                                      | 3175     |
| 68  | Становништво од 5 година и више које говори аутохтони језик и не говори шпански језик            | 26       |
| 69  | Становништво од 5 година и више које говори аутохтони језик и говори шпански језик               | 2320     |
| 70  | Становништво у домородачким домаћинствима                                                        | 7339     |
| 71  | Становништво са ограничењима у активностима                                                      | 17410    |
| 72  | Становништво са ограниченим ходањем или кретањем, горе или доле                                  | 9259     |
| 73  | Становници са ограничењима вида, чак и уз кориштење сочива                                       | 4209     |
| 74  | Становништво са ограничењима говора, комуникације или конверзације                               | 1619     |
| 75  | Становништво са ограниченим слухом                                                               | 1488     |
| 76  | Становништво са ограничењима при одевању, купању или јелу                                        | 952      |
| 77  | Становништво са ограничењима у опажању или учењу једноставних ствари                             | 1004     |
| 78  | Становништво са менталним ограничењима                                                           | 2336     |
| 79  | Становништво без ограничења активности                                                           | 581087   |
| 80  | Становништво од 3 до 5 година које не похађа школу                                               | 17189    |
| 81  | Мушко становништво од 3 до 5 година које не похађа школу                                         | 8861     |
| 82  | Женско становништво од 3 до 5 година које не похађа школу                                        | 8328     |
| 83  | Становништво од 6 до 11 година које не похађа школу                                              | 2979     |
| 84  | Мушко становништво од 6 до 11 година које не похађа школу                                        | 1649     |
| 85  | Женско становништво од 6 до 11 година које не похађа школу                                       | 1330     |
| 86  | Становништво од 12 до 14 година које не похађа школу                                             | 3627     |
| 87  | Мушко становништво од 12 до 14 година које не похађа школу                                       | 1983     |
| 88  | Женско становништво од 12 до 14 година које не похађа школу                                      | 1644     |
| 89  | Становништво од 15 до 17 година похађа школу                                                     | 22389    |
| 90  | Мушко становништво од 15 до 17 година похађа школу                                               | 10988    |
| 91  | Женско становништво између 15 и 17 година живота у школи                                         | 11401    |
| 92  | Становништво од 18 до 24 године похађа школу                                                     | 19133    |
| 93  | Мушко становништво од 18 до 24 године похађа школу                                               | 9635     |
| 94  | Женско становништво од 18 до 24 године похађа школу                                              | 9498     |
| 95  | Становништво од 8 до 14 година које не може да чита и пише                                       | 2413     |
| 96  | Мушко становништво старосног доба од 8 до 14 година које не може да чита и пише                  | 1456     |
| 97  | Женско становништво старосног доби од 8 до 14 година које не може да чита и пише                 | 957      |
| 98  | Становништво од 15 година и више које је неписмено                                               | 14076    |
| 99  | Мушко становништво од 15 година и више које је неписмено                                         | 5884     |
| 100 | Женско становништво од 15 година и више које је неписмено                                        | 8192     |
| 101 | Становништво старо 15 и више година без школовања                                                | 20550    |
| 102 | Мушко становништво старо 15 и више година без школовања                                          | 9148     |
| 103 | Женско становништво старо 15 и више година без школовања                                         | 11402    |
| 104 | Становништво старосног доба 15 и више година са непотпуним основним образовањем                  | 39995    |
| 105 | Мушко становништво старосног доба од 15 година и више са непотпуном основним образовањем         | 18548    |
| 106 | Женско становништво старосног доба 15 и више година са непотпуном основним образовањем           | 21447    |
| 107 | Становништво старо 15 и више година са комплетним основним образовањем                           | 74006    |
| 108 | Мушко становништво старо 15 година и више са комплетним основним образовањем                     | 34684    |
| 109 | Женско становништво старо 15 и више година са комплетним основним образовањем                    | 39322    |
| 110 | Становништво старосног доба 15 и више година са непотпуним средњим образовањем                   | 24049    |
| 111 | Мушко становништво старосног доба од 15 година и више са непотпуним средњим образовањем          | 13237    |
| 112 | Женско становништво старосног доба од 15 година и више са непотпуним средњим образовањем         | 10812    |
| 113 | Становништво старо 15 и више година са пуним секундарном образовањем                             | 106074   |
| 114 | Мушко становништво старосног доба од 15 година и више са пуним секундарном образовањем           | 52450    |
| 115 | Женско становништво старосног доба од 15 година и више са пуним секундарном образовањем          | 53624    |
| 116 | Становништво старије од 18 година са постосновним образовањем                                    | 134082   |
| 117 | Мушко становништво старије од 18 година са постосновним образовањем                              | 66930    |
| 118 | Женско становништво старије од 18 година са постосновним образовањем                             | 67152    |
| 119 | Просечна оцена школовања                                                                         | 8.87     |
| 120 | Просечан ниво образовања мушке популације                                                        | 9.01     |
| 121 | Просечан ниво образовања женског становништва                                                    | 8.74     |
| 122 | Економски активно становништво                                                                   | 260038   |
| 123 | Економски активна мушка популација                                                               | 167651   |
| 124 | Економски активна женска популација                                                              | 92387    |
| 125 | Становништво које није економски активно                                                         | 187110   |
| 126 | Мушко становништво које није економски активно                                                   | 50515    |
| 127 | Женско становништво које није економски активно                                                  | 136595   |
| 128 | Запослено становништво                                                                           | 249592   |
| 129 | Запослено мушко становништво                                                                     | 159509   |
| 130 | Запослено женско становништво                                                                    | 90083    |
| 131 | Незапослена популација                                                                           | 10446    |
| 132 | Незапослена мушка популација                                                                     | 8142     |
| 133 | Незапослена женска популација                                                                    | 2304     |
| 134 | Становништво без права на здравствене услуге                                                     | 216548   |
| 135 | Становништво које има право на здравствене услуге                                                | 384595   |
| 136 | Становништво које има право на ИМСС                                                              | 317699   |
| 137 | Становништво које има право на социјално осигурање                                               | 10691    |
| 138 | Становништво које има право на државно социјално осигурање                                       | 605      |
| 139 | Становништво које има право на опште осигурање или здравствено осигурање за нову генерацију      | 47461    |
| 140 | Становништво које је било једном или није било у браку током 12 година и више                    | 162488   |
| 141 | Венчано или уједињено становништво од 12 година и више                                           | 246821   |
| 142 | Становништво које је било у браку или уједињено 12 година и више                                 | 38737    |
| 143 | Становништво са католичком религијом                                                             | 558932   |
| 144 | Протестанти, еванђелисти и библијски следбеници различити од еванђелиста                         | 25817    |
| 145 | Становништво са другим религијама различитим од претходних                                       | 402      |
| 146 | Становништво без религије                                                                        | 9744     |
| 147 | Укупно пописаних домаћинства                                                                     | 141521   |
| 148 | Пописна домаћинства на челу са мушкарцима                                                        | 106990   |
| 149 | Пописна домаћинства на челу са женама                                                            | 34531    |
| 150 | Становништво у пописним домаћинствима                                                            | 601837   |
| 151 | Становништво у пописним домаћинствима на челу са мушкарцима                                      | 467732   |
| 152 | Становништво у пописним домаћинствима на челу са женама                                          | 134105   |
| 153 | Укупно домаћинстава                                                                              | 171549   |
| 154 | Укупно насељених домаћинстава                                                                    | 143359   |
| 155 | Укупно приватних кућа                                                                            | 169711   |
| 156 | Насељени приватни домови                                                                         | 141521   |
| 157 | Укупно насељених приватних кућа                                                                  | 143316   |
| 158 | Ненасељене приватне куће                                                                         | 23735    |
| 159 | Појединачна домаћинства за привремену употребу                                                   | 4455     |
| 160 | Становници у насељеним приватним кућама                                                          | 601837   |
| 161 | Насељеност станара у приватним становима                                                         | 4.25     |
| 162 | Просечно становника по соби у приватним насељеним домаћинствима                                  | 1.12     |
| 163 | Појединачна домаћинства са подовима од различитих материјала од земље                            | 134747   |
| 164 | Појединачна домаћинства у приземљу                                                               | 5715     |
| 165 | Појединачна домаћинства са једном спаваћом собом                                                 | 33364    |
| 166 | Појединачна домаћинства са две спаваће собе и више                                               | 107465   |
| 167 | Појединачна домаћинства са једним собом                                                          | 4838     |
| 168 | Појединачна домаћинства са две собе                                                              | 18074    |
| 169 | Појединачна домаћинства са 3 собе и више                                                         | 117644   |
| 170 | Појединачна домаћинства која имају електрично светло                                             | 140629   |
| 171 | Појединачна домаћинства која немају електрично светло                                            | 419      |
| 172 | Појединачна домаћинства која имају водоводну воду у стамбеном простору                           | 134827   |
| 173 | Појединачна домаћинства која немају водоводну воду у стамбеном простору                          | 5822     |
| 174 | Појединачна домаћинства која имају тоалет                                                        | 140084   |
| 175 | Појединачна домаћинства која имају канализацију                                                  | 139595   |
| 176 | Појединачна домаћинства која немају канализацију                                                 | 993      |
| 177 | Појединачна домаћинства која имају електрично светло, довод воде из јавне мреже и канализацију   | 133849   |
| 178 | Појединачна домаћинства без икаквих услова                                                       | 439      |
| 179 | Појединачна домаћинства која имају радио                                                         | 125226   |
| 180 | Појединачна домаћинства која имају телевизор                                                     | 138961   |
| 181 | Појединачна домаћинства која имају фрижидер                                                      | 131899   |
| 182 | Појединачна домаћинства која имају машину за веш                                                 | 115371   |
| 183 | Појединачна домаћинства која имају аутомобил или комби                                           | 77045    |
| 184 | Појединачна домаћинства која имају рачунар                                                       | 52801    |
| 185 | Појединачна домаћинства која имају фиксну телефонску линију                                      | 81793    |
| 186 | Појединачна домаћинства која имају мобилни телефон                                               | 113261   |
| 187 | Појединачна домаћинства која имају приступ интернету                                             | 38675    |